# A26-os autópálya (Ausztria)

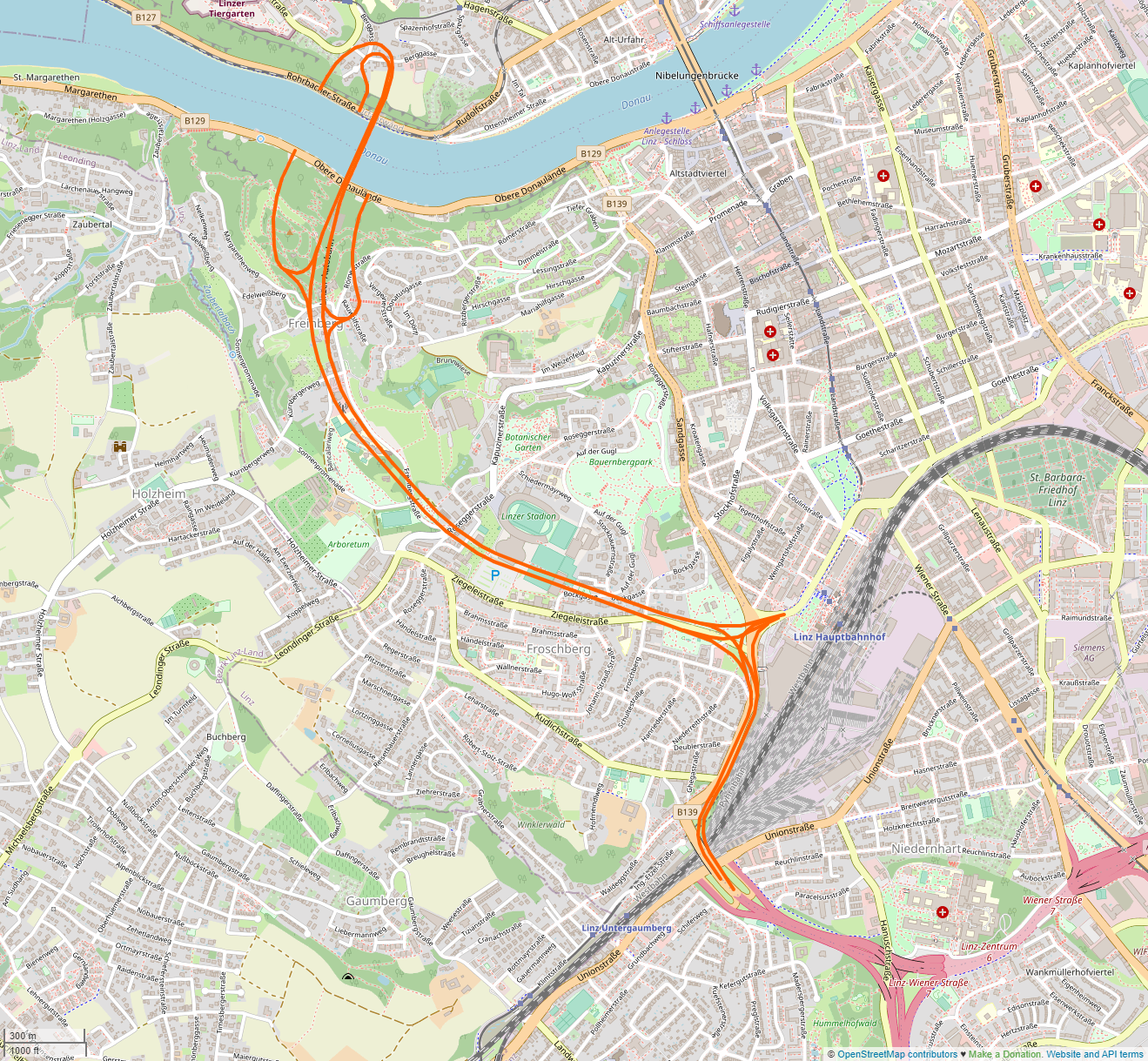

Az A26 (németül: Linzer Autobahn) egy tervezett autópálya Ausztriában. Linznek – Felső-Ausztria tartományi székhelyének – nyugati elkerülője lesz. Az A7-es autópályától indul és Linz város területén halad. Az építését 2010 és 2016 között tervezik az első, 4,3 km szakaszon.

## Története
Linzben szükségessé vált egy tehermentesítő autópálya építése, amely a Duna felett is átívelne. Indoka, hogy a A7-es autópályán a jelentős forgalom miatt állandósultak a dugók. A prognosztizált forgalomnövekedés, illetve a környező autópályák meghosszabbítása további terhelést jelent, miközben a kapacitások már kimerültek.
2001-ben elkészítették a terveket.

### Első építési ütem
Az új Duna-híd építésével kezdődik, ami 325 m hosszú kecses függőhíd lesz. Ezzel egyidőben a Dunától a pályaudvarig tartó 3,2 km hosszú déli alagút fúrása is elindul, majd a felszínen vezetett szakaszokon egészen a Nyugati hídig (németül: Westbrücke), csatlakozva az A7-es autópályához.

### Második építési ütem
A második ütemben kell a 2,8 km hosszú északi alagutat a Duna-hídtól továbbvezetni, északi elkerülőként, az A7-es autópályáig. Az építés legkorábban 2014-ben indulhat meg.

## Bírálat
Linz nyugati elkerülőjének építését több polgári kezdeményezés, a Linzi Zöldek és más környezetvédelmi szervezet is kritizálja.
A bírálat több szempontból áll: egy további autópálya nem megoldja, hanem tetézi a meglévő közlekedési problémákat. Az elkészült új híd néhány éven belül a meglévő autópálya forgalmát fogja elérni. A helyes megoldás a tömegközlekedés és a járművek szállításának fejlesztése lenne.
Egy másik szempont a magas költségek. A drága hidat és földalatti vonalvezetést Felső-Ausztria presztízsberuházásának nevezik a maga 400 milliós eurós költségével. Az idő múlásával a költségek 25%-kal emelkedtek: nettó 527 millió euró 2009-ben.
Mindezek mellett az egyes technikai megoldások további súlyos kérdést vetnek fel, elsősorban a város sűrű beépítése miatt, például az alagút szellőztetésének levegőtisztítása és -szűrése.

### Műszaki létesítmények
- 2×2 haladósávos autópálya
- Alagutak mindkét pályára elkészülnek
- Új Nyugati híd (németül: Westbrücke) épül, hossza: 200 m
- Freibergi alagút: 3,2 km hosszú, ebből 600 m befedés, 2600 m fúrásos építés
- 4. linzi Duna-híd (németül: 4. Linzer Donaubrücke), hossza 306 m

## Sávok
Az út végig, a teljes linzi körgyűrűben 2×2 sávos.

## Díjfizetés
Ausztriában egységes autópályadíj van érvényben. Csak akkor használhatjuk az autópályákat, ha megvásároljuk az ehhez szükséges matricák valamelyikét, ezek a magyarországi benzinkutakon is beszerezhetők.

## Külső hivatkozások
- Osztrák autópályatérkép
- Kijáratok